# 시게키요촌
시게키요촌(重清村)은 도쿠시마현 미마군에 있던 촌이다. 현재의 미마시 서반에 해당한다.

## 역사
- 1889년 10월 1일 - 정촌제 시행에 의해 근세이후의 고자토촌이 단독으로 지자체를 형성하였다.
- 1957년 3월 31일 - 고자토정과 합병해 미마정이 성립, 동일 시게키요촌은 폐지되었다.

## 교통

### 도로
현재는 도쿠시마 자동차도로가 구촌지역을 통과하고 있지만, 당시에는 미개통이었다.

## 참고문헌
- 角川日本地名大辞典 36 徳島県